# Луанда (провинция)
Луа́нда (порт. Luanda) — провинция в Анголе. Административный центр — город Луанда, являющийся также столицей страны. Площадь провинции Луанда равняется 2418 км². Численность населения составляет 6 542 944 человека (на 2014 год).

## География
Провинция Луанда находится в западной части Анголы. На севере, юге и востоке она окружена территорией провинции Бенго, на западе омывается водами Атлантического океана.

## Административное деление
Провинция Луанда подразделяется на 7 муниципалитетов (порт. município):
- Какуако (Cacuaco)
- Виана (Viana)
- Казенга (Cazenga)
- Белас (Belas)
- Иколо-е-Бенго (Ícolo e Bengo)
- Луанда (Luanda)
- Кисама (Quiçama)